# Музыкальный и театральный вестник
«Музыкальный и театральный вестник» — русский еженедельный журнал, выходивший в Петербурге с 1856 по 1860 год. С 1857 года назывался «Театральный и музыкальный вестник»; в 1860 году вернул первоначальное название.
Во второй половине 50-х годов XIX века активно развивалась пресса, в том числе музыкальная периодика. В крупных газетах появились музыкальные отделы; стали появляться специализированные музыкальные издания. «Музыкальный и театральный вестник» стал среди них первым, в котором музыкальное искусство освещалось регулярно и разносторонне.
Первым издателем и руководителем журнала стал М. Я. Раппопорт, имевший к тому времени богатый опыт театральной критики. Первый номер журнала вышел в январе 1856 года; впоследствии он печатался еженедельно по воскресеньям. Объём составлял 15-20 страниц, включая нотные приложения. В журнале были два отдела — музыкальный и театральный — однако музыкальная тематика преобладала. В качестве приложений публиковались также «Собрание театральных пьес» и «Драматический сборник».
Одним из основных авторов «Вестника» был музыкальный критик и композитор А. Н. Серов. Кроме того, с журналом сотрудничали А. Д. Улыбышев, К. И. Званцов, В. В. Стасов, В. Я. Стоюнин, П. М. Шпилевский и др. В числе прочего журнал печатал историко-музыкальные и историко-театральные статьи, отдельные работы по музыкальной теории, творческие портреты деятелей искусства, обзоры и рецензии, хронику театральной и музыкальной жизни и т. п.
С 36-го номера за 1857 год журнал сменил название и стал называться «Театральный и музыкальный вестник». В 1860 году он вернул себе прежнее название.
С 1858 года изданием журнала занимался Ф. Т. Стелловский, специализировавшийся на музыкальной тематике. Начиная с № 22 за 1860 год Раппопорта на должности редактора сменил А. А. Григорьев, однако после этого вышло лишь 12 номеров журнала.
В общей сложности за всё время существования журнала вышло 239 номеров. «Музыкальный и театральный вестник» сыграл немаловажную роль в развитии российской музыкальной культуры и становлении научного музыкознания.